# Helleskov (Skårup Sogn)
 For alternative betydninger, se Helleskov. (Se også artikler, som begynder med Helleskov)
Helleskov (eller Helleskovgård) var en firelænget gård uden for Skårup by. Her boede til midten af 1900-tallet sognefoged Peder Nielsen (1883-1974) og hustru Gertrud Dagmar Helleskov (født Hansen, 1878-1963). Deres efterkommere bærer efternavnet Helleskov.
Gården blev overtaget af en Axel Hansen i 1960'erne og forsvandt i 1990'erne efter mange års manglende vedligeholdelse.
|  | Denne artikel om en bygning eller et bygningsværk kan blive bedre, hvis der indsættes et (bedre) billede. Du kan hjælpe ved at afsøge Wikimedia Commons for et passende billede eller lægge et op på Wikimedia Commons med en af de tilladte licenser og indsætte det i artiklen. |

|  | Denne artikel kan blive bedre, hvis der indsættes geografiske koordinater Denne artikel omhandler et emne, som har en geografisk lokation. Du kan hjælpe ved at indsætte koordinater i wikidata. |